# Pseudobiston
Pseudobiston là một chi bướm đêm thuộc họ Geometridae.